# Longitarsus lewisii
Longitarsus lewisii är en skalbaggsart som beskrevs av Joseph Sugar Baly 1874. Longitarsus lewisii ingår i släktet Longitarsus, och familjen bladbaggar. Arten har ej påträffats i Sverige.